# 大地测量系统
大地测量系统也称大地测量参考系统，是应用于大地测量学、测量学、地图学和卫星导航系统等领域中用于在真实地球表面定位的一种工具。包括坐标系统、高程系统和重力系统三大类。

## 大地测量坐标系统
大地测量坐标系统规定了大地测量起算基准的定义及其相应的大地测量常数，一般分为天球坐标系和地球坐标系（又称地固坐标系）两类。天球坐标系用于研究天体和人造卫星的位置和运动，地球坐标系用于研究地球上物体的位置和运动。地球坐标系按照坐标原点不同可以分为地心坐标系（原点为地球质心，以参考椭球为基准）和参心坐标系（原点为参考椭球中心，以总地球椭球为基准）。

## 高程系统
地球上某一点的高程通常用该点到所选取的基准面的垂直距离来表示，所选的基准不同，高程也会不同。以大地水准面为基准的高程系统称为正高，以似大地水准面为基准的高程系统称为正常高。中国的高程系统采用的是正常高系统。